# Биня
Биня, Василівка — річка в Україні, у Тульчинському районі Вінницької області, ліва притока Сільниці (басейн Південного Бугу).

## Опис
Довжина річки приблизно 7,5 км., плаща басейну - 14,9 км².

## Розташування
Бере початок на південному заході від Маньківки. Тече переважно на південний схід через село Василівку і на північному сході від села Білоусівки впадає у річку Сільницю, праву притоку Південного Бугу за 12 км. від гирла.